# Siranka
Siranka  est l'un des districts de la sous-préfecture de Douprou, situé dans la préfecture de Boffa en république de Guinée.